# Nagauta

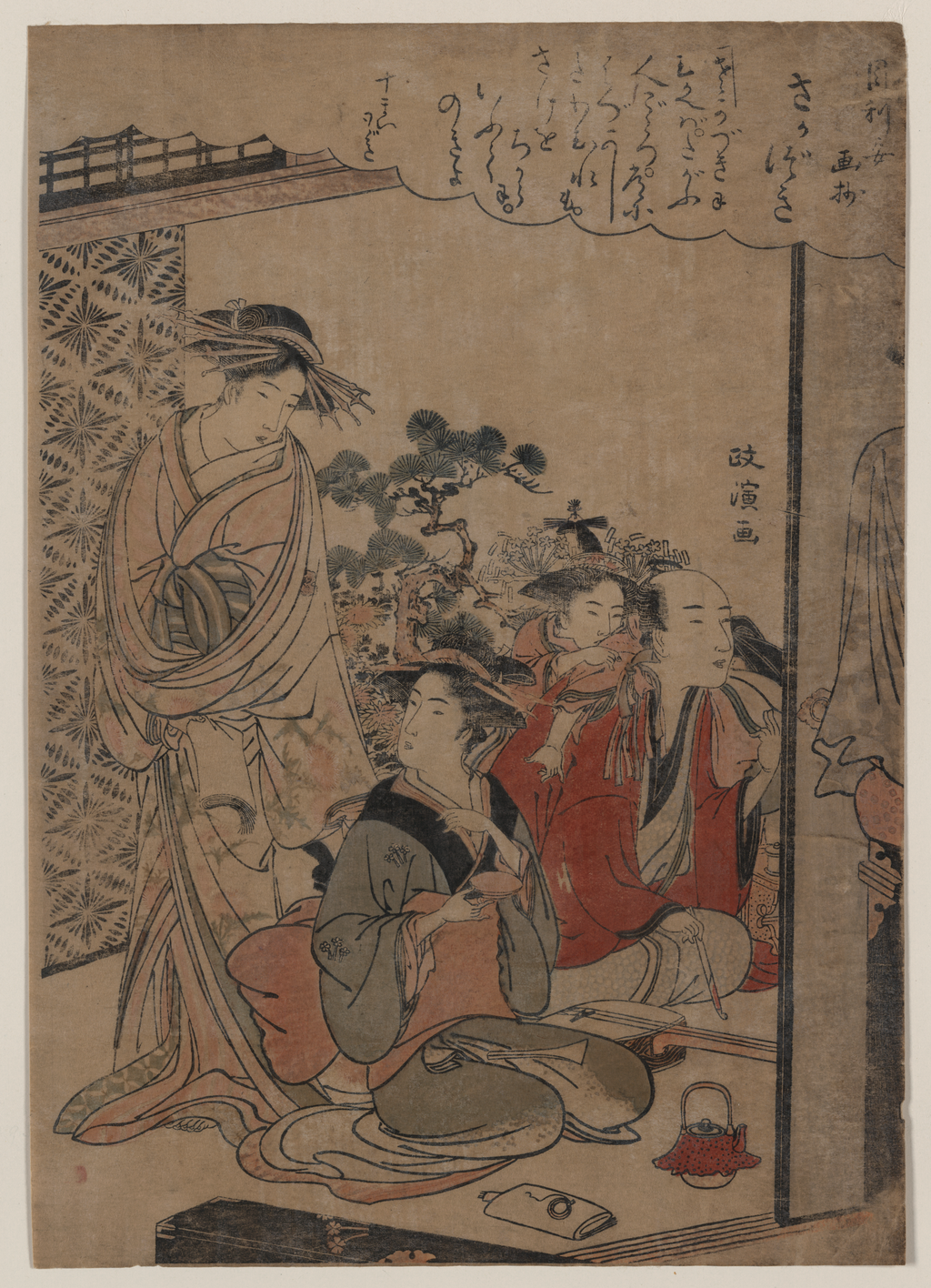
Tasse de saké, Santō Kyōden (1783-1784).

Le nagauta (長唄, littéralement « chant long ») est une forme de la musique japonaise traditionnelle. Il est généralement utilisé dans le théâtre kabuki et la danse classique (buyō) pour l'accompagnement. Il se développe vers 1740 sous l'influence du style vocal yōkyoku employé dans le théâtre nō. Les chants nagauta sont des chansons de théâtre, de danse et de salon représentées en concert. Le répertoire de base se compose d'une centaine de pièces d'une durée approximative de vingt minutes chacune.
Les instruments utilisés sont le shamisen et différents types de tambours. Le shamisen, luth à trois cordes pincées, est un instrument très populaire dans le nagauta. Les artistes de cette discipline jouent généralement du shamisen et chantent en même temps. Le nagauta est à la base de la Symphonie Nagauta (en) en un mouvement composée en 1934 par Kosaku Yamada.